# Todo esto es la música
«Todo esto es la música» es una canción grabada por el cantante español Serafín Zubiri  La canción fue escrita por Luis Miguélez y Alfredo Valbuena. Fue elegida para representar a España en el Festival de la Canción de Eurovisión de 1992, celebrado en Malmö (Suecia).

## Festival de Eurovisión
La canción se interpretó por primera vez en la noche, precediendo a la belga Morgane con «Nous, on veut des violons». La canción recibió 37 puntos, ubicándose en el puesto 14.
Posteriormente Zubíri regresó al Certamen en la edición del 2000 cantando «Colgado de un sueño».